# Ростислав Глібович
Ростисла́в Глі́бович (? — після 1144) — руський князь з роду Ольговичів, династії Рюриковичів. Син Курського князя Гліба Ольговича. 1144 року брав участь у поході на Галицького князя Володимирка Володаревича.